# Familia Caicedo
Los Caicedo o Caycedo, son una familia de la aristocracia colombiana, con orígenes de nobleza española, con ramas no relacionadas presentes en otros países de Latinoamérica, y poco frecuentemente presente también en su país de origen, España.
La rama de la familia de Santafe de Bogotá, en Colombia llegó a ser uno de los clanes políticos más importantes de la Nueva Granada y posterior Colombia desde el siglo XIX, siendo claves para la independencia del entonces Virreinato de España.
Existen dos grandes ramas con influencia nacional en diferentes épocas; una, la más antigua en la capital de Bogotá, rama que ha dado dos presidentes de Colombia, Domingo Caycedo y Felipe de Vergara y Caycedo.   
La familia Caycedo, de Santafe, era dueña del mayorazgo de la dehesa de Bogotá o también llamado mayorazgo de la hacienda el Novillero, años después, una de las bisnietas del fundador, María Josefa Caycedo y Villacís se lo transmitiría a la Familia Lozano de Peralta al estar casada con José Antonio Lozano De Peralta Varaez, padre de Jorge Miguel Lozano de Peralta que lo convertiría en marquesado y del que sería el primer marqués de San Jorge de Bogotá y vizconde de Pastrana.
Junto con los Vergaras, los Vélez, Los Sanz de Santamaría, Los Ricaurtes, los Lozanos y los Manriques, la Familia Caycedo es una familia colonial distinguida de la sociedad bogotana.
Para la década de 1830, la familia Caycedo tenía gran influencia en la política del cabildo de Santafé de Bogotá y del departamento de Cundinamarca.
|  | Felipe de Vergara y Caycedo Presidente de Cundinamarca Junta de Gobierno (interino) |
|  | Domingo Caycedo y Sanz de Santamaría 4° y 7° Presidente de la Gran Colombia         |

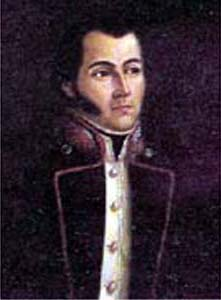
Joaquín de Cayzedo, Alférez real de Santiago de Cali entre 1808 y 1810.

La otra, más actual, tiene su centro de poder en la ciudad de Cali. gracias a alianzas políticas y matrimoniales con otras familias de la aristocracia colombiana llegaron a ser uno de los clanes más importantes del departamento del Valle del Cauca con influencia nacional.
Entre esos miembros de prestigio destacan políticos, clérigos católicos, militares, escritores, empresarios, próceres de la independencia.
El Alférez Real era el título más prestigioso a nivel social en la época colonial en las ciudades hispanas tanto en la Península como en las Indias; en Santiago de Cali a través de remates por dos vidas y renunciaciones ante la Real Audiencia de Quito, permaneció dentro de la familia Cayzedo por muchos años, dándole mucho prestigio a esta familia y gran poder dentro del Cabildo. La mayoría de personas que portaron el título de Alférez Real desde que comenzó a ser vendible por la Corona Española, fueron miembros de la familia Cayzedo y descendientes directos del primer Alférez Real de Santiago de Cali por remate en pública subasta, que lo fue por Cédula Real de 1620 el Teniente de Gobernador Cristóbal Quintero Príncipe, quien lo compró por 600 patacones y años más tarde lo renunció en Diego de Castillo, que como el anterior, pagó la media anata; este lo renunció en su hijo Juan Ambrosio de Castillo; luego en remate al mejor postor fue adjudicado a Juan Palomino Tello de Meneses; y después lo remató por 2.500 patacones Cristóbal de Cayzedo Salazar y Holguín Rengifo, primero de este apellido en desempeñar este oficio en Santiago de Cali, por Real Cédula dada en Aranjuez el 7 de mayo de 1675. 
El 1o. Alférez Real Quintero Príncipe es tatarabuelo materno de Cristóbal de Cayzedo; el 2o. Diego, es primo en 3o. grado de la madre de Cristóbal de Cayzedo; por ende el 3o. Juan Ambrosio, es primo en 4o. grado; y la hermana del 5o. Palomino, fue casada con un primo hermano de la madre de Cristóbal de Cayzedo. El padre de Cristóbal de Cayzedo, Juan de Cayzedo Salazar, payanés, cuya familia estaba asentada en Popayán, se trasladó a Cali, avecindándose en esta ciudad por el año 1623.
El oficio de Alférez Real no fue hereditario por familia alguna en ninguna ciudad de América, ni en la Península; es errónea la afirmación de Eustaquio Palacios en el prólogo de su novela "El Alférez Real", al decir que fue hereditario en esta familia en Santiago de Cali. Este oficio fue anual desde la fundación de la ciudad, designándose a uno de los regidores del Cabildo; el último Alférez Real anual fue el portugués Antonio de Saa en 1619; al igual que otros cargos de gobierno, fue vendible en adelante, como quedó antes dicho.  
| N.º | Alféreces reales de Santiago de Cali | Periodo     | Notas |
| --- | ------------------------------------ | ----------- | --- |
| 1   | Juan de Cayzedo Salazar3             | C. 1600     | Primer Alférez real. |
| 2   | Cristóbal de Cayzedo Salazar1        | ? a 1705    | |
| 3   | Nicolás de Cayzedo Hinestroza1       | 1706 a 1736 | |
| 4   | Juan de Cayzedo Jiménez1             | 1736 a 1744 | Varias fuentes lo saltan como 4.º Alférez real y le otorgan dicho título a Nicolás de Cayzedo Ximénez.2                                                                                   |
| 5   | Nicolás de Cayzedo Jiménez1          | 1744 a 1756 | |
| 7   | Manuel de Cayzedo Tenorio1           | 1758 a 1808 | La novela El alférez real de Eustaquio Palacios transcurre durante la época en que Manuel de Caycedo era el Alférez real, incluso es uno de los personajes de la novela.                  |
| 8   | Joaquín de Cayzedo y Cuero1          | 1808-1810   | Renunció al título para convertirse en Presidente de las Ciudades Confederadas del Valle del Cauca y prócer y mártir de la Independencia de Colombia. Último alférez real de los Cayzedo. |

## Historia

### Origen
El apellido proviene de la región homónima en Vizcaya, con presencia también en La Rioja, Álava, Granada y Córdoba, donde hoy se encuentran dos poblaciones que llevan el nombre, Caicedo de Yuso y Caicedo-Sopeña.

### Genealogía

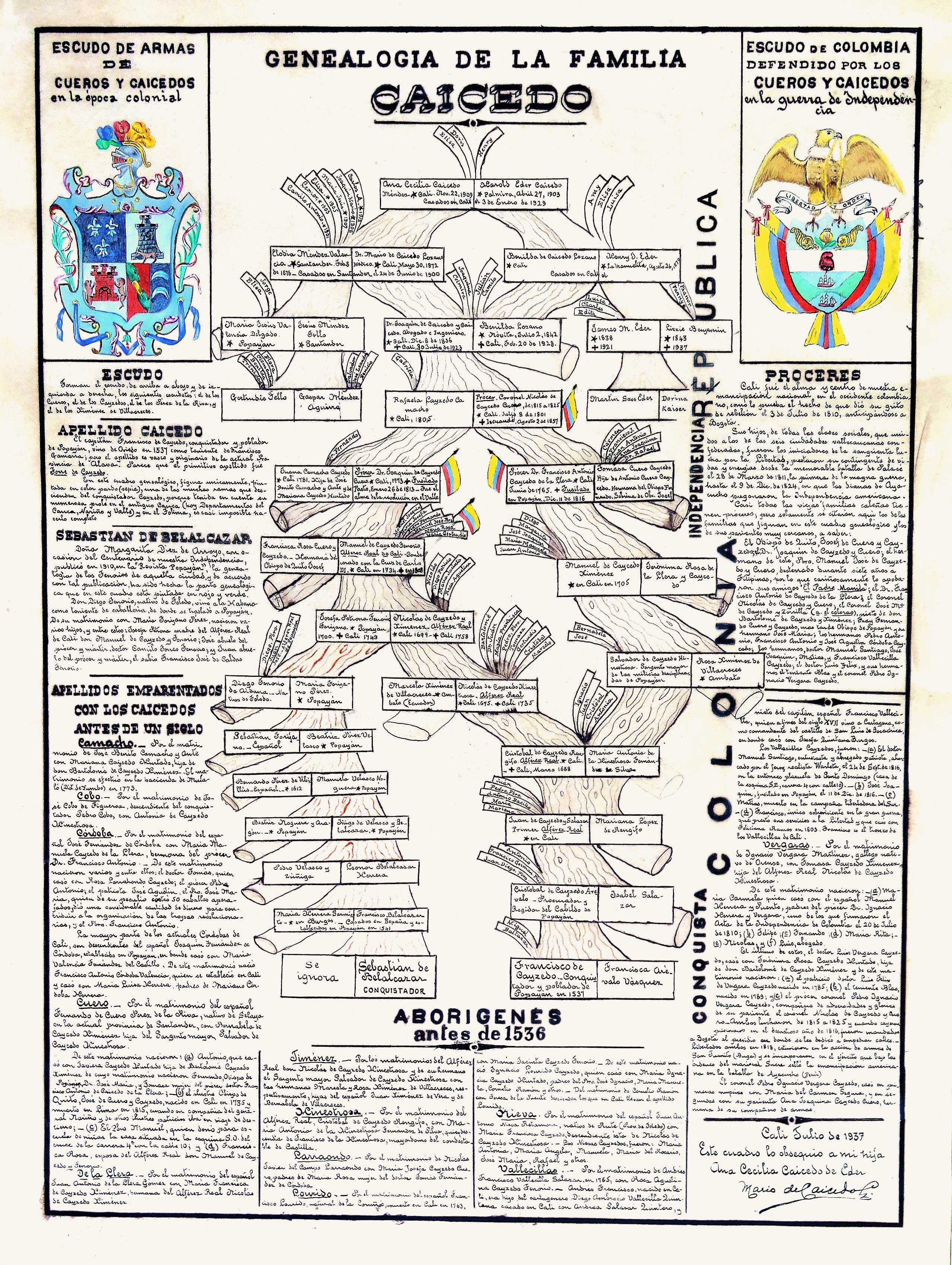
Árbol genealógico de la familia Caicedo, incluyendo los alféreces reales de Cali.

A principios del siglo XVI, con la llegada de españoles a América, dos españoles trajeron consigo el apellido, dando origen a dos ramas familiares diferentes pero con similar influencia en la historia de Colombia, país donde hacen una fuerte y casi exclusiva presencia.
Francisco Torre de Cayzedo llegó a medidados de los años 1500 como compañero y subalterno del explorador Sebastián de Belalcázar, fundador de la ciudad de Santiago de Cali (1536) y de la vecina ciudad de Asunción de Popayán (1537). En Cali, Cayzedo hizo fortuna y se asentaron sus descendientes, que siguen haciendo presencia en la región hasta la fecha. Su apellido pasó de Cayzedo a Caicedo, forma actual de sus miembros.
Por otro lado, el explorador y militar español, Francisco Beltrán de Caycedo (o Caicedo) y Corcuera, era amigo del explorador español Andrés Díaz Venero de Leyva, primero oídor de la Real Audiencia de Santafé, ciudad a donde se asentó Caycedo y donde hizo una fuerte presencia su prole. El apellido pasó a ser Caicedo, como la familia de Cali, aunque actualmente hay miembros que conservan la forma original.

### Toponimios
- Caicedo, Antioquia
- Puerto Caicedo, Putumayo.
- Caicedo de Yuso, Lantarón, Álava
- Caicedo-Sopeña, Ribera Alta, Álava
- Caicedonia, Valle del Cauca